# Grijze monjita
De grijze monjita (Nengetus cinereus) is een zangvogel uit de familie Tyrannidae (tirannen). De vogel werd in 1816 door de Franse natuuronderzoeker Louis Jean Pierre Vieillot geldig beschreven als Tyrannus cinereus, maar kort daarna geplaatst in het geslacht Xolmis als Xolmis cinereus. Volgens in 2020 gepubliceerd fylogenetisch onderzoek is plaatsing in een monotypisch geslacht Nengetus noodzakelijk.

## Verspreiding en leefgebied
Deze soort telt twee ondersoorten:
- N. c. cinereus: Suriname, O-Brazilië, NO-Argentinië en Uruguay.
- N. c. pepoaza: van ZO-Peru en O-Bolivia tot ZW-Brazilië, Paraguay en N-Argentinië.

## Status
De grootte van de populatie is niet gekwantificeerd maar de soort wordt omschreven als schaars en met een versnipperde verspreiding. Op de Rode lijst van de IUCN heeft deze soort de status niet bedreigd.